# Длинноклювая кукушка
Длинноклювая кукушка (лат. Chalcites megarhynchus) — вид птиц в семействе Cuculidae. Подвидов не выделяют.

## Систематика
Ранее его помещали в монотипический род Rhamphomantis, позднее их относили к бронзовым кукушкам Chrysococcyx. Международный союз орнитологов относит вид к роду Chalcites.
Обитает на острове Новая Гвинея (как в Индонезийской части, так и в принадлежащей Папуа — Новой Гвинее) и на соседних островах, в частности Ару и Вайгео. Обитает в открытых высоких лесах.

## Биология
Гнездовой паразит, однако до сих список воспитателей не установлен. Самка с яйцом в яйцеводе добыта в сентябре.